# Lenguaje escrito

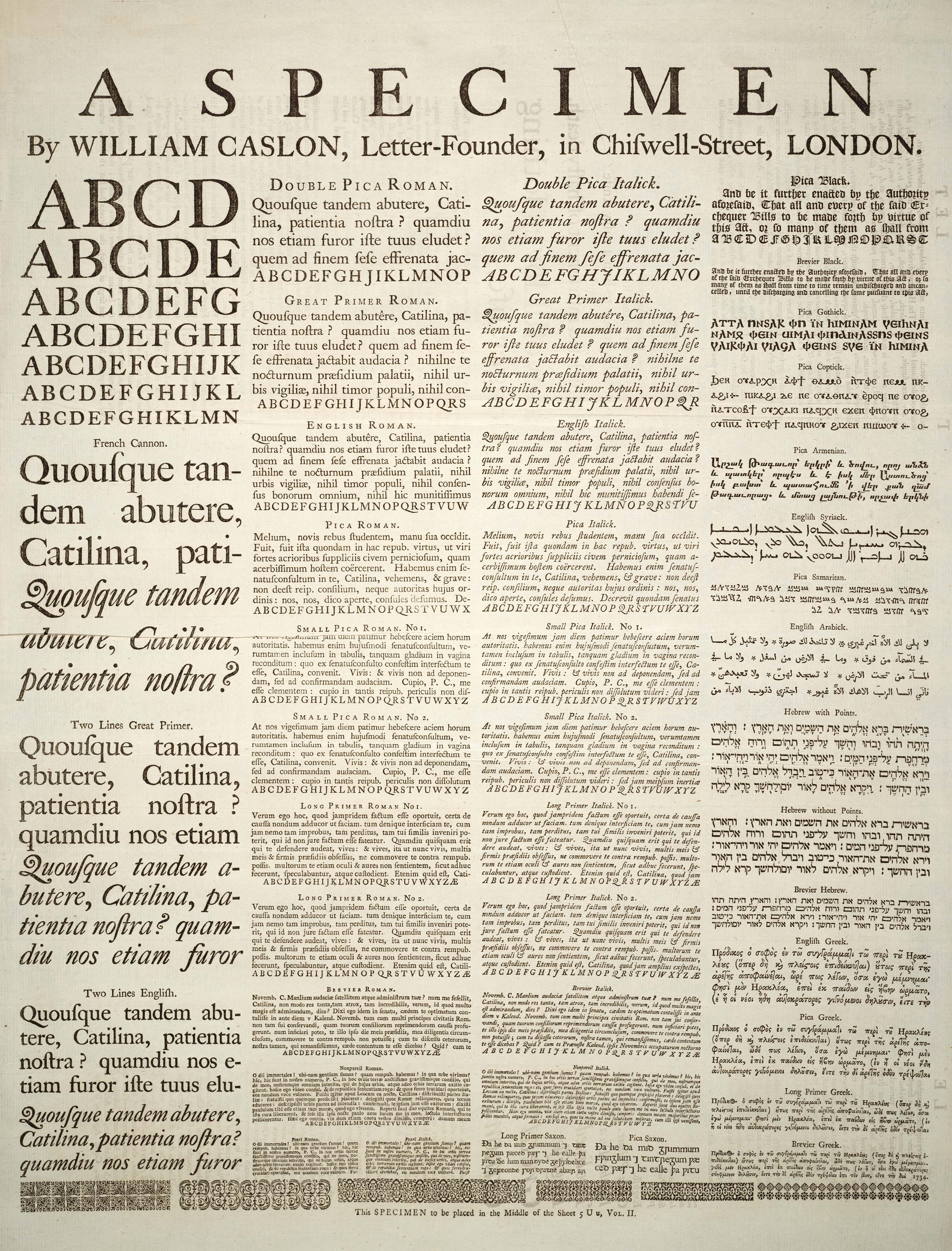
Una muestra de composición tipográfica y lenguaje, por William Caslon, carta creada; desde 1728 Cyclopaedia.

El lenguaje escrito es la representación de la lengua por medio de un sistema de escritura. El lenguaje escrito es una invención, en el sentido de que debe ser enseñada, a diferencia del lenguaje hablado o de la lengua de signos.

El lenguaje escrito existe solamente como complemento de un lenguaje hablado. Ningún lenguaje natural es solamente escrito. Sin embargo, muchas lenguas muertas pueden conocerse solo en forma escrita, o pueden continuar usándose por escrito mucho después de que hayan dejado de usarse en comunicación espontánea, cuando se trata de lenguas clásicas o litúrgicos.
Los lenguajes escritos evolucionan más lentamente que sus correspondientes lenguas habladas y, con el paso del tiempo, puede producirse una completa divergencia entre el lenguaje escrito y el lenguaje hablado, lo cual es una forma de diglosia. Sin embargo, en muchos casos se considera que sigue siendo un idioma único, con un registro escrito y una o varias formas de lenguas habladas, tal como ocurre en el idioma árabe actual.
En ocasiones, en cambio, la lengua hablada alcanza un cierto prestigio y toma una forma escrita o lenguaje literario diferente al que le dio origen, momento a partir del cual se considera que ha nacido un nuevo idioma. Tal fue el caso, por ejemplo, del nacimiento del idioma español con los primeros registros escritos del siglo X, en que se daba forma escrita a una lengua hablada desde mucho antes, divergente del latín escrito, que se había conservado relativamente intacto por razones litúrgicas.